# David Sutcliffe
David R. Sutcliffe (Saskatoon, 8 giugno 1969) è un attore canadese.

## Biografia
Nato a Saskatoon, nel Saskatchewan, trascorre l’infanzia in Ontario. Studia all'Università di Toronto, presso la quale consegue la laurea in letteratura inglese. In un primo periodo si dedica con successo al basket, tuttavia la carriera sportiva è ben presto abbandonata a causa di un grave incidente, in seguito al quale inizia a studiare recitazione.
Dopo aver recitato in un paio di film indipendenti in Canada, si trasferisce negli Stati Uniti, a New York, dove arrivano i primi ruoli di rilievo in telefilm quali Forever Knight, Will & Grace (1X17), Friends, CSI: Miami e Una mamma per amica, in cui interpreta Christopher Hayden, il padre di Rory Gilmore. Ha partecipato a diversi episodi delle prime due stagioni della serie tv Private Practice. Il maggiore successo lo ottiene nel film Cake - Ti amo, ti mollo... ti sposo, con Sandra Oh e Heather Graham. Ha recitato anche in altri film, quali Sotto il sole della Toscana, Testosterone , Happy Endings e Aspettando il tuo sì.
Compare anche nell'episodio 3x06 della serie Lie to me e in alcuni episodi di Incinta per caso accanto a Jenna Elfman. Dal 2013 è il protagonista della serie televisiva Cracked dove interpreta il detective Aidan Black.

### Vita privata
S’è sposato nel 2001 con l'attrice e ex-playmate di Playboy Julie McCullough, dalla quale ha divorziato nel 2003; risiede a Austin, Texas.

## Filmografia

### Cinema
- Sotto il sole della Toscana (Under the Tuscan Sun), regia di Audrey Wells (2003)
- Testosterone, regia di David Moreton (2003)
- Happy Endings, regia di Don Roos (2005)
- Cake - Ti amo, ti mollo... ti sposo (Cake), regia di Nisha Ganatra (2007)
- Fidanzati per convenienza (The Convenient Groom), regia di David Winning (2016)

### Televisione
- Friends - serie TV, episodio 7x05 (1999)
- Una mamma per amica (Gilmore Girls) - serie TV, 37 episodi (2000-2007)
- Aspettando il tuo sì (Before You Say I Do) – film TV, regia di Paul Fox (2009)
- Will & Grace - serie TV, episodio 1x17 (1999)
- CSI: Miami - serie TV, episodio 1x16 (2003)
- Un bianco Natale a Beverly Hills (Snow Wonder), regia di Peter Werner - film TV (2005)
- Private Practice - serie TV, 13 episodi (2007-2009)
- Cracked - serie TV, 21 episodi (2013)
- Proof - serie TV, 10 episodi (2015)
- Mistresses - Amanti (Mistresses) - serie TV, 5 episodi (2016)
- Timeless - serie TV, 1 episodio

## Doppiatori Italiani
Nelle versioni in italiano dei suoi film, David Sutcliffe è stato doppiato da:
- Vittorio Guerrieri in Aspettando il tuo si
- Fabio Boccanera in Una mamma per amica
- Corrado Conforti in Private Practice
- Roberto Certomà in CSI - Crime Scene Investigation
- Fabrizio Manfredi in Lie to me